# Donna Hartley
Donna Hartley, nata Donna-Marie Louise Murray (Southampton, 1º maggio 1955 – Elsecar, 7 giugno 2013), è stata una velocista britannica, specializzata nei 400 metri piani.

## Palmarès
- Giochi olimpici

Mosca 1980: bronzo nella staffetta 4×400 metri.
- Giochi del Commonwealth

Edmonton 1978: oro nei 400 metri piani, oro nella staffetta 4×100 metri.